# Muriel Robb
Muriel Evelyn Robb (Newcastle upon Tyne, Anglaterra, 13 de maig de 1878 - íd. 12 de febrer de 1907) va ser una tennista anglesa, campiona individual de Wimbledon en l'edició de 1902. També va vèncer en l'Obert d'Irlanda i en l'Obert d'Escòcia, en la categoria individual el 1901, així com en l'Obert de Gal·les de 1899.
Filla de William David Robb i Ellen Ritson, Muriel Robb va aprendre els rudiments del tennis mentre estudiava al Cheltenham Ladies College, a Gloucestershire. Després es va fer membre del club de tennis local, el Jesmond Lawn Tennis Club.
Al 1896 va començar a participar en tornejos i al cap de poc temps ja havia guanyat els principals títols nacionals individuals: el Campionat de Gal·les el 1899, el Campionat d'Irlanda i l'Escocès el 1901 i els individuals femenins anglesos a Wimbledon, el 1902, de manera que mai cap altra jugadora ha aconseguit després uns resultats com aquests.

## Registre del Gran Slam

### Wimbledon
- Campiona individual: 1902

El partit amb el qual va aconseguir el títol va suposar un rècord en la final individual femenina. S'enfrontava a la favorita, Charlotte Sterry. En el primer dia de joc el partit va haver de ser interromput per pluja amb un resultat provisional de 4-6, 13-11 a favor de Robb. El joc es va reprendre l'endemà per finalitzar amb 7-5, 6-1, amb un total de 52 jocs.

## Finals individuals del Gran Slam

### Victòries
| Any  | Campionat | Rival en la final       | Resultat |
| 1902 | Wimbledon | Charlotte Cooper Sterry | 7–5, 6–1 |